# 南曲輪町 (前橋市)
南曲輪町（みなみくるわちょう）は、群馬県前橋市の旧町名である。
現在の大手町一丁目、大手町二丁目、紅雲町一丁目、紅雲町二丁目、本町一丁目、表町一丁目の各一部となった。

## 地理
前橋市の中部に位置していた。

## 歴史
かつての群馬郡前橋水曲輪、内柿ノ宮が1873年（明治6年）に合併してできた地名である。
1966年（昭和41年）の住居表示の実施に伴う町名変更により、大手町一丁目、大手町二丁目、紅雲町一丁目、紅雲町二丁目、本町一丁目、表町一丁目の各一部となり消滅した。

### 年表
- 1889年 南曲輪町を含む30町11大字を合併し東群馬郡前橋町が成立したため、前橋町の町名となる。
- 1892年 東群馬郡前橋町が市制施行して前橋市となる。その際に前橋市の町名となる。
- 1966年 住居表示の実施に伴う町名変更により、北西部が大手町一丁目、北部が大手町二丁目、南西部が紅雲町一丁目、南部が紅雲町二丁目、北東部が本町一丁目、南東部が表町一丁目の各一部となり消滅。